# Acinetobacter

Acinetobacter je rod bakterija iz razreda Gammaproteobacteria. Vrste iz roda Acinetobacter su nepokretne, oksidaza-negativne bakterije, a važne su u prirodi po svojem, doprinosu mineralizaciji tla. Vrste iz roda Actinobacter su široko rasprostranjene u prirodi, i žive u različitim staništima (suhim i vlažnim). 
Bakterije iz roda Actinebacter se smatraju nepatogenim za zdrave ljude, dok kod imunokompromitiranih bolesnika i ostalih teških bolesnika, mogu uzrokovati teške za život opasne infekcije. Acinetobacter je Gram negativan, polimorfan, striktni aerob, rasprostranjen u prirodi kao saprofit ili predstavlja dio fiziološke flore čovjeka (koža, disajni putevi i genitalni trakt). To su kratki zdepasti, a ponekad i okruglasti bacili. Često imaju kapsulu. Katalaza su pozitivni a oksidaza negativni. Često je prisutan u bolničkoj sredini (lavaboi, kateteri, zrak i dr). 